# Меморандум Квиллера
«Меморандум Квиллера» — художественный фильм в жанре неонуар режиссёра Майкла Андерсона.
Сценарий Гарольда Пинтера по шпионскому роману Эллестона Тревора "Берлинский меморандум".
Саундтрек Джона Барри. 
Съёмки проходили в Западном Берлине и в Англии. 
Премьера фильма состоялась 10 ноября 1966 года в Лондоне. 

## Сюжет
Два британских шпиона погибли в Западном Берлине при осуществлении задания выявить логово глубоко законспирированной организации неонацистов. Третьим с той же миссией направляется агент Секретной службы Квиллер. 
Квиллер не доверяет коллегам из берлинской резидентуры — как и его предшественник Джонс. Он идёт по следу Джонса, застреленного из винтовки в телефонной будке в Тиргартене. 
Джонс оставил после себя три документа — билет в боулинг, билет в бассейн и газетную статью о нацистском военном преступнике, выявленном среди учителей одной из берлинских школ. Посещая школу, Квиллер представляется американским журналистом и знакомится с директрисой, которая подводит его к молодой учительнице Инге Линдт, которая лучше владеет английским.
В ходе расследования Квиллер оказывается в плену у неонацистов. Их главарь Октобер допрашивает агента с помощью «сыворотки правды», требуя сдать базу британской разведки MI6 в Западном Берлине. После неудачного допроса Октобер распоряжается убить Квиллера. Однако агент приходит в себя на пристани Шпрее, возвращается к расследованию и снова вступает в схватку с неонацистами из организации «Феникс».   
Второй раз Квиллер оказывается на базе «Феникса» вместе с Линдт. Октобер требует от Квиллера выполнить его условия до рассвета, угрожая убить девушку. 
Квиллер отрывается от сопровождения неонацистов и сообщает своему начальству о выявленной базе. Группа захвата пленит Октобера и других его подчинённых. Квиллер с удивлением узнаёт, что среди них нет девушки. Он направляется к ней в школу, где происходит непростой финальный диалог.

## В ролях
- Джордж Сигал — Квиллер
- Алек Гиннесс — Пол
- Макс фон Сюдов — Октябрь (в советском дубляже — Октобер)
- Сента Бергер — Инга Линдт
- Роберт Хелпмен — Венг
- Джордж Сандерс — Гиббс
- Гюнтер Майснер — Гасслер
- Джон Молдер-Браун — Ученик Инги Линдт (не указан в титрах)

## Номинации
| Год  | Премия                  | Категория                            | Имя             | Результат |
| ---- | ----------------------- | ------------------------------------ | --------------- | --------- |
| 1967 | Премия Эдгара Аллана По | Лучший фильм                         | Гарольд Пинтер  | Номинация |
| 1967 | BAFTA                   | Лучшая работа художника-постановщика | Морис Картер    | Номинация |
| 1967 | BAFTA                   | Лучший монтаж                        | Фредерик Уилсон | Номинация |
| 1967 | BAFTA                   | Лучший сценарий                      | Гарольд Пинтер  | Номинация |